# ジョゼフ・ガリエニ
ジョゼフ・シモン・ガリエニ（Joseph Simon Gallieni, 1849年4月24日 - 1916年5月27日）は、フランスの軍人。第一次世界大戦の直前に退役したが、大戦勃発に伴い復帰、1915年に陸軍大臣を務めた。フランスの南西部に位置するオート＝ガロンヌ県の出身。

## 経歴
1849年4月24日、フランスの南西部に位置するオート＝ガロンヌ県サン＝ベアで生まれた。1870年7月にサン・シール陸軍士官学校を卒業し、少尉としてフランス海兵隊に配属された。ちょうど普仏戦争が勃発しており、ガリエニは参戦した。
戦後、1873年に中尉、1878年に大尉に昇進し、1877年から1881年にかけてニジェール川上流への遠征に参加し、フランスの植民地拡大に貢献した。1881年3月にはセグーを統治するアフマドゥ・タールと条約を締結し、ニジェール川上流におけるフランスの貿易独占権を獲得した。これによりパリ地理学会から金メダルを贈られた。ガリエニは1885年にこの遠征に関する著作『Mission d’exploration du Haut-Niger, 1879–1881』を出版した。
1883年から1886年までマルティニークに駐留し、1886年6月24日に中佐に昇進、同年12月20日にオート＝セネガル植民地総督に任命された。総督として1887年にアフマドゥ・タールを攻撃して勝利し、サモリ・トゥーレとも条約を締結してニジェール川左岸を放棄させた。1888年、レジオンドヌール勲章オフィサーを受章した。ガリエニは1891年にこれらの戦役に関する著作『Deux Campagnes au Sudan français』を出版し、同年には大佐に昇進した。
1893年から1895年までフランス領インドシナのトンキンに駐留し、このときの経歴について1899年に『Trois Colonnes au Tonkin』を出版した。1896年にフランス領マダガスカルが成立すると総督を務め、現地住民の反乱を鎮圧した。ガリエニは反乱を扇動したとして、1896年10月にメリナ王国王族のRatsimamangaと内相Rabezandrina Rainandriamampandryを処刑し、1897年にはラナヴァルナ3世女王を亡命に追い込んだ。一方でフランス以外のヨーロッパ人には寛容な政策を採った。1899年にマダガスカル情勢について『Rapport d’ensemble sur la situation générale de Madagascar』を出版、1905年にマダガスカル総督を辞任した後は1908年に自身のマダガスカル統治を総括する『Neuf Ans à Madagascar』を出版した。
1906年にリヨン軍事総督および第14軍団長に任命された。1911年にフランス陸軍総司令官に任命されたが、老齢と健康の悪化を理由に辞退してジョゼフ・ジョフルを推した。戦争最高会議には入ったが、1914年4月にその座をシャルル・ランレザックに譲って引退した。
しかし直後に第一次世界大戦が勃発すると、8月にパリ軍事総督として復帰、9月のベルギーを突破したドイツ軍がパリに迫ると現役に復帰し、9月のマルヌ会戦でマルヌ川を渡ろうとするドイツ軍に反撃した。1915年10月には陸軍大臣に就任したが、翌1916年3月に病状が悪化したため辞任・退役し、同年5月27日にヴェルサイユで死去した。死後の1921年、フランス元帥号が贈られた。